# Гереро (мова)

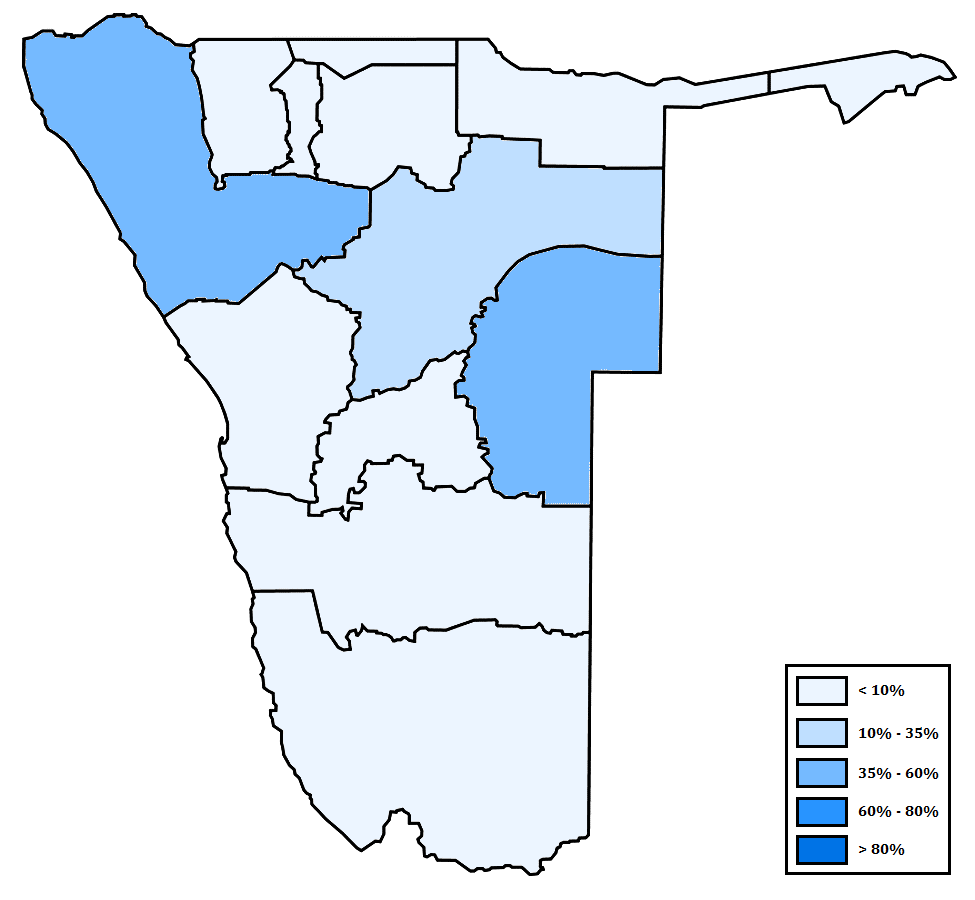
Поширення мови гереро в дистриктах Намібії

Гереро (очігереро) — мова народу гереро. Поширена в основному в Намібії, а також в Анголі і Ботсвані. Мова міжетнічної комунікації. Кількість носіїв 150 тис. осіб (1999, оцінка).
Гереро — одна з мов банту. За класифікацією М. Гасрі (1967—1971) має індекс R.31. Має ряд регіональних діалектів (районів Каоколенд і Мбандеру в Намібії, Махалапье в Ботсвані).
Фонетичні особливості: відкритий склад, наявність коротких і довгих голосних, глухих і дзвінких приголосних (фрикативних, плозивних, назальних), гармонія голосних і приголосних (див. Сингармонізм). Наголос квантитативний, пов'язаний (на передостанньому складі). Гереро — тональна мова (3 тони).
Визначальна риса граматичного ладу — наявність системи узгоджувальних класів (19 класів, з них 3 локативних з повною моделлю узгодження).
Іменні показники-префікси мають двоскладову форму з початковою голосною /о/ (за винятком префікса 5-го класу е-).
Дієслово закінчується на голосну /а/, може утворювати 7 так званих похідних суфіксальних форм (аплікатив, каузатив, пасив, реципрок та інші).
Для дієслова характерна прогресивна асиміляція фінального -а під впливом голосного попереднього складу. Вказівні займенники мають 4 ступеня дальності-близькості. Порядок слів «суб'єкт + предикат + об'єкт».
Широко представлено словотвір за допомогою префіксів і суфіксів і словоскладання. У лексиці — запозичення з африкаанс, койсанської мови нама, англійської та німецької мов.
Гереро активно поповнюється новою термінологією.
Писемність створена на початку XX ст. на основі латинського алфавіту.